# غونار أندرياس بيرغ
غونار أندرياس بيرغ (بالنرويجية البوكمول: Gunnar Andreas Berg)‏ هو موسيقي وعازف قيثارة وملحن نرويجي، ولد في 14 يناير 1954 في تروندهايم في النرويج.

## وصلات خارجية
- غونار أندرياس بيرغ على موقع ميوزك برينز (الإنجليزية)